# Laura Papo Bohoreta
Laura Papo Bohoreta (hebr.: לָאוּרָה פָּאפּוֹ) (rođena: Luna Levi) (Sarajevo, 15. ožujka 1891. – Sarajevo, 1942.), bosanskohercegovačka feministica, književnica i prevoditeljica židovskog podrijetla, koja se posebno istakla na istraživanju prošlosti sefardske žene u Bosni i Hercegovini.

## Životopis
Laura Papo Bohoreta je rođena 15. ožujka 1891. u Sarajevu. Potječe iz siromašne židovske obitelji Jude i Estere Levi kao prvo od njihovo sedmero djece. Juda Levi je po zanimanju bio trgovac, no kako u Sarajevu nije imao uspjeha u trgovini, 1900. godine s porodicom se preselio u Istanbul. U Turskoj su Lauri promijenili ime Luna u modernije i internacionalno – Laura. Za osam godina boravka u Istanbulu Laura je pohađala internacionalnu francusku školu za Židove "Alliance Israélite Française". Nakon osam godina porodica Levi se vratila u Sarajevo, jednako siromašna kao i prije, samo mnogobrojnija. Kako bi pomogla svojima, Laura je davala instrukcije iz francuskog, latinskog, njemačkog i glasovira. Uz Laurinu pomoć njezine sestre Nina, Klara i Blanki su otvorile u Sarajevu salon šešira "Chapeau Chic Parisien". Odmah po povratku u Sarajevo, kad joj je bilo 17 godina, Laura je uvidjela kako se gasi vatra Sefardske tradicije i folklora, te je počela skupljati romanse, pjesme, priče i sefardske poslovice. Osim toga, prevela je i adaptirala djela francuskih autora: Julesa Vernea "Djeca kapetana Granta" i Emilea de Girardina "Veselje plaši" ("La joie fait peur – Alegria espanta").
Prekretnica u njezinom društvenom angažmanu bio je članak "Južnoslavenska žena u politici" ("Die Südslawische Frau in der Politik"), objavljen 1916. godine u bosanskohercegovačkim novinama koje su tiskane na njemačkom jeziku "Bosnische Post", gdje je Jelica Bernadzikowska Belović jedno poglavlje posvetila sefardskoj ženi u Bosni i Hercegovini. U tom članku je sefardsku ženu opisala kao neuku, tradiciji odanu ženu koja vjerno čuva patrijarhalne vrijednosti. To je razljutilo Lauru, te je ona tjedan dana kasnije u istim novinama objavila odgovor "Sefardska žena" ("Die Spanolische"), s namjerom realnijeg prikaza sefardske žene, njezine uloge u porodici, njezinih vrlina i mana. Iste godine Laura se udala za Daniela Papu, te 1918. godine rodila svojega prvog sina Leona, a godinu dana kasnije Bar-Kohbu, Kokija. Nažalost, bračna sreća Laure i Daniela nije dugo trajala pošto je Daniel patio od teških psihičkih poremećaja i bio trajno smješten u psihijatrijsku ustanovu. Laura je, s 28 godina, ostala potpuno sama s dvoje male djece. Sljedećih nekoliko godina nije bila društveno angažirana, te je vrijeme provodila zarađujući za život i brinući se o svojim sinovima. Laura je usred Velike ekonomske krize, u to turbulentno vrijeme mislila na svoju obitelj, na svoju djecu, pomagala sestrama, majci i ocu. Nakon smještaja supruga u psihijatrijsku ustanovu nije gubila vjeru u život, nego je radila, pisala, skupljala folklornu građu, pružala podršku ženama i motivirala ih da budu supruge, imaju djecu, poštuju običaje svojih majki i baka, ali da istovremeno budu svjesne doba u kojem žive i prilagode mu se. Laura nije bila feministica u smislu jednakih prava muškaraca i žena, nego u smislu buđenja svijesti u ženi o snazi koju posjeduje i koja joj treba da izdrži i ustraje u ostvarenju svih svojih ciljeva, da se zanima za umjetnost, čita, piše i razvija svoju osobnost. Laura je smatrala da razvoj žena ne bi trebao ovisiti o okolini, nego o njima samima, o njihovoj želji da napreduju.
Laura se ponovno aktivirala 1924. godine reagirajući na nostalgičnu priču Avrama Romana Bukija "Dvije susjede u dvorištu" ("Dos vizinas in el kortižo"), objavljenu u časopisu "Jevrejski život". Avram Romano Buki je toj priči izmislio razgovor između dviju susjeda, Lee i Bohorete. Susjede ležerno razgovaraju o svakodnevnim događajima, poznanicima i prijateljima. Lauru je posebno razljutilo što je jedna od susjeda, Lea, tvrdila kako škole uništavaju mlade žene jer one u želji da se obrazuju više ne žele ni glačati, ni kuhati, ni prati rublje, ni šivati, a ni ugađati svojim muževima. U sljedećem broju istoga časopisa, Laura je objavila članak "Majke" ("Madres") i potpisala ga pseudonimom Bohoreta. U tom članku se oštro obrušila na Bukija i njegovu konzervativnost. Prvi put je pisala na ladino jeziku. Idejama iz članka "Majke" ostala je vjerna tijekom čitavog svog života i u svim svojim književnim i dramskim djelima: da se žene moraju školovati, a ne baviti se samo kućanskim poslovima, jer se moraju prilagoditi aktualnoj i budućoj situaciji u kojoj će žena morati raditi kako bi preživjela. Laura je vrlo dobro znala o čemu govori jer je isključivo zahvaljujući obrazovanju uspijevala sama podizati svoje sinove.
Godine 1931., na nagovor dr. Vite Kajona, velikog sarajevskog pisca-intelektualca, piše monografiju "Sefardska žena u Bosni" ("La mužer sefardi de Bosna"), nastalu na osnovi članka-odgovora Bernadzikowskoj-Belović iz 1916 godine. Zahvaljujući dr. Muhamedu Neziroviću, koji je monografiju preveo na bošnjački, danas to Laurino djelo može upoznati veći broj čitatelja. Laura je u knjizi detaljno opisala običaje, način odijevanja, kuhanja, vrline i mane sefardske žene, naglašavajući tradicionalne vrijednosti koje se ne smiju predati zaboravu, ali istovremeno potiče žene da se prilagode aktualnoj situaciji i da prihvate zahtjeve što ih pred njih stavljaju moderna dolazeća vremena. Što se tiče feminizma u njezinom dramskom opusu, treba naglasiti kako je njezina namjera bila podučiti žene, kroz poznate i česte situacije u svakoj obitelji, kako živjeti, kako nadvladati tekuće probleme i zadovoljiti potrebe i prema obitelji i prema društvu. Svaka žena može biti majka i raditi izvan kuće, bez grižnje savjesti, istovremeno poštujući sefardsku tradiciju. Treba imati na umu činjenicu da je Laura živjela na Balkanu, u razdoblju prije, za vrijeme i poslije Prvog svjetskog rata, te između dva rata, u razdoblju velike svjetske ekonomske krize i u vrijeme fašističkih progona Jevreja.
Na samom početku Drugog svjetskog rata i Holokausta, 1941. godine, oba su joj sina ustaše odveli u logor Jasenovac. Slomljena tugom i brigom, Laura se razbolila i umrla skrivena u sarajevskoj bolnici katoličkih sestara milosrdnica 1942. godine. Nije znala da su joj sinove ustaše ubile već na putu prema Jasenovcu.

## Djela

### Autor
- La mužer sefardi de Bosna (Sefardska žena u Bosni) (1931)
- Avia de ser (Ponekad)
- La pasjensija vale mučo (Strpljenje parova vredi)
- Tjempos pasados (Prošla vremena)
- Ožos mios (Moje oči)
- Esterka, Shuegra ni de baro buena (Majka i slijepo dobro)
- Hermandat Madrasta el nombre le abasta (Bratstvo maćehe, ime dovoljno govori)

### Prijevodi
- Djeca kapetana Granta (Jules Verne)
- Veselje plaši (Emilea de Girardina)

## Vanjske poveznice
- Laura Papo Bohoreta